# Château du Hardouin
Le château du Hardouin est un édifice situé à Augan en France.

## Localisation
Le château est situé sur le territoire de la commune d'Augan, au lieu-dit Hardouin, dans le département du Morbihan en région Bretagne.

## Description
Édifice à élévation ordonnancée, construction en schiste. Toiture à longs pans recouverte d'ardoises, croupe..

## Historique
Édifice de la deuxième moitié du XIXe siècle, construction postérieure au cadastre de 1848.
Le château est inscrit à l'inventaire général du patrimoine culturel en 1986.